# Иевлево (Волоколамский район)
Иевлево — деревня в Волоколамском районе Московской области России, входит в состав сельского поселения Спасское. Население — 11 чел. (2010).

## География
Деревня Иевлево расположена на западе Московской области, на юге Волоколамского района, примерно в 7 км к югу от города Волоколамска, на правом берегу впадающей в Рузское водохранилище реки Волошни. В 2,5 км западнее проходит автодорога Р108 Суворово — Руза.
К деревне приписано два садоводческих некоммерческих товарищества. Ближайшие населённые пункты — сёла Спасс, Рюховское и деревня Сапегино.

## Население
| 1852 | 1859 | 1899 | 1926 | 2002 | 2006 | 2010 |
| ---- | ---- | ---- | ---- | ---- | ---- | ---- |
| 339  | ↗357 | ↗451 | ↘274 | ↘14  | ↗15  | ↘11  |

## История
Ивлево, деревня 1-го стана, Государственных Имуществ, 160 душ мужского пола, 179 женского, 50 дворов, 110 верст от столицы, 10 от уездного города, между Можайским и Зубцовским трактами.— Нистрем К. Указатель селений и жителей уездов Московской губернии, 1852 г.
В «Списке населённых мест» 1862 года — казённая деревня 1-го стана Волоколамского уезда Московской губернии по правую сторону Московского тракта, от границы Зубцовского уезда на город Волоколамск, в 10 верстах от уездного города, при речке Вельге, с 51 двором и 357 жителями (161 мужчина, 196 женщин).
По данным на 1899 год — деревня Тимошевской волости Волоколамского уезда с 451 душой населения.
В 1913 году — 72 двора.
По материалам Всесоюзной переписи населения 1926 года — деревня Рюховского сельсовета Тимошевской волости в 5,33 км от Осташёвского шоссе и 5,33 км от станции Волоколамск Балтийской железной дороги, проживало 274 жителя (95 мужчин, 179 женщин), насчитывалось 62 крестьянских хозяйства, имелась школа.
С 1929 года — населённый пункт в составе Волоколамского района Московского округа Московской области. Постановлением ЦИК и СНК от 23 июля 1930 года округа как административно-территориальные единицы были ликвидированы.
1929—1939 гг. — деревня Рюховского сельсовета Волоколамского района.
1939—1957 гг. — деревня Рюховского сельсовета (до 17.07.1939) и Спасского сельсовета Осташёвского района.
1957—1963, 1965—1994 гг. — деревня Спасского сельсовета Волоколамского района.
1963—1965 гг. — деревня Спасского сельсовета Волоколамского укрупнённого сельского района.
В 1994 году Московской областной думой было утверждено положение о местном самоуправлении в Московской области, сельские советы как административно-территориальные единицы были преобразованы в сельские округа.
1994—2006 гг. — деревня Спасского сельского округа Волоколамского района.
С 2006 года — деревня сельского поселения Спасское Волоколамского муниципального района Московской области.